# 數碼錄音帶
數位錄音帶（英語：DAT, Digital Audio Tape），是一種將音頻訊號以數碼方式記錄在磁帶中的媒介。產品由日本索尼公司研發，於1987年推出。數碼音頻資料以旋轉磁頭在帶上讀或寫入，原理與錄影機的旋轉磁頭相同，故英文簡稱R-DAT。其體積比傳統卡式錄音帶細小，可以錄制與CD兼容的44.kHz取樣頻率訊號及其他如32kHz、48kHz訊號等。名錄制方式也與CD同為無損方式，若以數碼接口輸出訊號時能100%還原原有訊號。
DAT帶只由一個方向播放或錄音，各段落有識別碼（ID），可以進行搜尋、跳至下一段落等功能，但由於錄音帶的結構限制，運作速度遠不及CD。
Sony原期望以DAT的高質素數碼音質能取代卡式錄音帶，但由於售價過高，並未為消費市場接受，而音樂業界也憂慮其能百份百複制高音質音樂的能力會損害版權利益，反而在專業錄音領域得到一定的接納，逐漸取代以往的盤式錄音帶。其後DAT也被改用作儲存電腦資料的儲存媒體。